# Gran Premio de los Países Bajos de Motociclismo de 2008
El Gran Premio de los Países Bajos de Motociclismo de 2008 (oficialmente A-Style TT Assen) fue la novena prueba del Campeonato del Mundo de Motociclismo de 2008. Tuvo lugar en el fin de semana del 26 al 28 de junio de 2008 en el Circuito de Assen en Assen (Países Bajos).
La carrera de MotoGP fue ganada por Casey Stoner, seguido de Dani Pedrosa y Colin Edwards. Álvaro Bautista ganó la prueba de 250cc, por delante de Thomas Lüthi y Marco Simoncelli. La carrera de 125cc fue ganada por Gábor Talmácsi, Joan Olivé fue segundo y Simone Corsi tercero.

## Resultados

### Resultados MotoGP
| Pos.    | N.º | Piloto           | Constructor | Vueltas | Tiempo/Retirado | Parrilla | Puntos |
| ------- | --- | ---------------- | ----------- | ------- | --------------- | -------- | ------ |
| 1       | 1   | Casey Stoner     | Ducati      | 26      | 42:12.337       | 1        | 25     |
| 2       | 2   | Dani Pedrosa     | Honda       | 26      | +11.310         | 2        | 20     |
| 3       | 5   | Colin Edwards    | Yamaha      | 26      | +17.125         | 6        | 16     |
| 4       | 69  | Nicky Hayden     | Honda       | 26      | +20.477         | 4        | 13     |
| 5       | 4   | Andrea Dovizioso | Honda       | 26      | +27.346         | 11       | 11     |
| 6       | 48  | Jorge Lorenzo    | Yamaha      | 26      | +28.608         | 7        | 10     |
| 7       | 7   | Chris Vermeulen  | Suzuki      | 26      | +32.330         | 8        | 9      |
| 8       | 56  | Shinya Nakano    | Honda       | 26      | +34.892         | 9        | 8      |
| 9       | 52  | James Toseland   | Yamaha      | 26      | +38.566         | 13       | 7      |
| 10      | 50  | Sylvain Guintoli | Ducati      | 26      | +38.817         | 10       | 6      |
| 11      | 46  | Valentino Rossi  | Yamaha      | 26      | +46.025         | 3        | 5      |
| 12      | 24  | Toni Elías       | Ducati      | 26      | +48.213         | 14       | 4      |
| 13      | 33  | Marco Melandri   | Ducati      | 26      | +59.594         | 16       | 3      |
| Ret     | 13  | Anthony West     | Kawasaki    | 7       | Caída           | 15       |        |
| Ret     | 14  | Randy de Puniet  | Honda       | 0       | Caída           | 5        |        |
| Ret     | 15  | Alex de Angelis  | Honda       | 0       | Caída           | 12       |        |
| DNS     | 21  | John Hopkins     | Kawasaki    |         | No participó    |          |        |
| WD      | 65  | Loris Capirossi  | Suzuki      |         | Retirado        |          |        |
| Fuente: |     |                  |             |         |                 |          |        |

### Resultados 250cc
| Pos.    | N.º | Piloto              | Constructor | Vueltas | Tiempo/Retirado | Parrilla | Puntos |
| ------- | --- | ------------------- | ----------- | ------- | --------------- | -------- | ------ |
| 1       | 19  | Álvaro Bautista     | Aprilia     | 24      | 40:54.117       | 1        | 25     |
| 2       | 12  | Thomas Lüthi        | Aprilia     | 24      | +4.597          | 6        | 20     |
| 3       | 58  | Marco Simoncelli    | Gilera      | 24      | +6.003          | 3        | 16     |
| 4       | 6   | Alex Debón          | Aprilia     | 24      | +9.034          | 4        | 13     |
| 5       | 21  | Héctor Barberá      | Aprilia     | 24      | +9.079          | 2        | 11     |
| 6       | 4   | Hiroshi Aoyama      | KTM         | 24      | +11.515         | 13       | 10     |
| 7       | 36  | Mika Kallio         | KTM         | 24      | +12.874         | 11       | 9      |
| 8       | 72  | Yuki Takahashi      | Honda       | 24      | +13.622         | 10       | 8      |
| 9       | 15  | Roberto Locatelli   | Gilera      | 24      | +21.168         | 9        | 7      |
| 10      | 60  | Julián Simón        | KTM         | 24      | +28.789         | 7        | 6      |
| 11      | 55  | Héctor Faubel       | Aprilia     | 24      | +37.607         | 15       | 5      |
| 12      | 14  | Ratthapark Wilairot | Honda       | 24      | +37.741         | 17       | 4      |
| 13      | 32  | Fabrizio Lai        | Gilera      | 24      | +38.729         | 12       | 3      |
| 14      | 25  | Alex Baldolini      | Aprilia     | 24      | +39.165         | 19       | 2      |
| 15      | 52  | Lukáš Pešek         | Aprilia     | 24      | +43.037         | 8        | 1      |
| 16      | 50  | Eugene Laverty      | Aprilia     | 24      | +54.171         | 20       |        |
| 17      | 41  | Aleix Espargaró     | Aprilia     | 24      | +54.334         | 5        |        |
| 18      | 64  | Frederik Watz       | Aprilia     | 24      | +1:24.430       | 22       |        |
| 19      | 45  | Doni Tata Pradita   | Yamaha      | 23      | +1 vuelta       | 24       |        |
| 20      | 10  | Imre Tóth           | Aprilia     | 23      | +1 vuelta       | 21       |        |
| Ret     | 54  | Manuel Poggiali     | Gilera      | 17      | Retirado        | 16       |        |
| Ret     | 75  | Mattia Pasini       | Aprilia     | 11      | Caída           | 14       |        |
| Ret     | 7   | Russell Gómez       | Aprilia     | 0       | Caída           | 23       |        |
| DNS     | 17  | Karel Abraham       | Aprilia     | 0       | No participó    | 18       |        |
| Fuente: |     |                     |             |         |                 |          |        |

### Resultados 125cc
La carrera de 125cc fue detenida después de 9 vueltas debido a la lluvia. Se reinicio después para correr 5 vueltas adicionales, con la Parrilla determinada por el orden de marcha antes de la suspensión. La segunda parte de la carrera determinó el resultado final.
| Pos.    | N.º | Piloto               | Constructor | Vueltas | Tiempo/Retirado            | Parrilla | Puntos |
| ------- | --- | -------------------- | ----------- | ------- | -------------------------- | -------- | ------ |
| 1       | 1   | Gábor Talmácsi       | Aprilia     | 5       | 9:04.520                   | 13       | 25     |
| 2       | 6   | Joan Olivé           | Derbi       | 5       | +0.128                     | 3        | 20     |
| 3       | 24  | Simone Corsi         | Aprilia     | 5       | +0.255                     | 1        | 16     |
| 4       | 11  | Sandro Cortese       | Aprilia     | 5       | +0.340                     | 5        | 13     |
| 5       | 38  | Bradley Smith        | Aprilia     | 5       | +0.425                     | 2        | 11     |
| 6       | 12  | Esteve Rabat         | KTM         | 5       | +0.568                     | 15       | 10     |
| 7       | 63  | Mike Di Meglio       | Derbi       | 5       | +0.846                     | 4        | 9      |
| 8       | 29  | Andrea Iannone       | Aprilia     | 5       | +0.928                     | 23       | 8      |
| 9       | 18  | Nicolás Terol        | Aprilia     | 5       | +1.438                     | 8        | 7      |
| 10      | 35  | Raffaele De Rosa     | KTM         | 5       | +2.554                     | 7        | 6      |
| 11      | 27  | Stefano Bianco       | Aprilia     | 5       | +2.829                     | 14       | 5      |
| 12      | 17  | Stefan Bradl         | Aprilia     | 5       | +3.021                     | 10       | 4      |
| 13      | 71  | Tomoyoshi Koyama     | KTM         | 5       | +3.201                     | 17       | 3      |
| 14      | 60  | Michael Ranseder     | Aprilia     | 5       | +3.600                     | 21       | 2      |
| 15      | 56  | Hugo van den Berg    | Aprilia     | 5       | +4.547                     | 25       | 1      |
| 16      | 77  | Dominique Aegerter   | Derbi       | 5       | +4.592                     | 12       |        |
| 17      | 51  | Stevie Bonsey        | Aprilia     | 5       | +4.819                     | 16       |        |
| 18      | 16  | Jules Cluzel         | Loncin      | 5       | +10.548                    | 27       |        |
| 19      | 34  | Randy Krummenacher   | KTM         | 5       | +10.643                    | 11       |        |
| 20      | 22  | Pablo Nieto          | KTM         | 5       | +10.849                    | 20       |        |
| 21      | 30  | Pere Tutusaus        | Aprilia     | 5       | +11.094                    | 24       |        |
| 22      | 21  | Robin Lässer         | Aprilia     | 5       | +11.854                    | 33       |        |
| 23      | 5   | Alexis Masbou        | Loncin      | 5       | +13.716                    | 29       |        |
| 24      | 69  | Louis Rossi          | Honda       | 5       | +13.828                    | 34       |        |
| 25      | 95  | Robert Mureșan       | Aprilia     | 5       | +16.155                    | 30       |        |
| 26      | 82  | Michael van der Mark | Honda       | 5       | +18.201                    | 32       |        |
| 27      | 84  | Robert Gull          | Derbi       | 5       | +25.692                    | 37       |        |
| 28      | 81  | Jasper Iwema         | Seel        | 5       | +29.208                    | 36       |        |
| 29      | 89  | Ernst Dubbink        | Honda       | 5       | +29.949                    | 35       |        |
| 30      | 83  | Jerry van de Bunt    | Aprilia     | 5       | +36.419                    | 38       |        |
| Ret     | 73  | Takaaki Nakagami     | Aprilia     | 3       | Caída                      | 26       |        |
| Ret     | 8   | Lorenzo Zanetti      | KTM         | 3       | Caída                      | 19       |        |
| Ret     | 7   | Efrén Vázquez        | Aprilia     | 0       | No participó segunda manga | 22       |        |
| Ret     | 93  | Marc Márquez         | KTM         | 0       | No participó segunda manga | 18       |        |
| Ret     | 45  | Scott Redding        | Aprilia     | 0       | No participó segunda manga | 6        |        |
| Ret     | 19  | Roberto Lacalendola  | Aprilia     | 0       | No participó segunda manga | 31       |        |
| Ret     | 33  | Sergio Gadea         | Aprilia     | 0       | No terminó primera manga   | 9        |        |
| Ret     | 80  | Joey Litjens         | Seel        | 0       | No terminó primera manga   | 28       |        |
| Fuente: |     |                      |             |         |                            |          |        |